# Norma (opera)
Norma je opera v dveh dejanjih (petih slikah) Vincenza Bellinija. Libreto je po literarni predlogi Norma francoskega pisatelja Alexandra Soumeta napisal Felice Romani. Skladatelj je opero komponiral od septembra do sredine decembra v Casalbuttanu na posestvu prijateljice Giuditte Turina-Cantu. Pogodba z milanskim gledališčem Scala je Belliniju zagotavljala honorar v višini 12.000 avstrijskih lir. Libretist in skladatelj sta pripravila tudi nekaj novosti, ki so tedanjega impresarija milanskega gledališča vznemirjale in spravljale v dvom (finale prvega dejanja zaključuje tercet in ne skupno petje vseh glavnih igralcev in zbora, zaključek opere je v basovskem stavku ...).
Nekatera mesta v operi so kljub vsemu spremenjena trikrat ali štirikrat, svoje zahteve je postavila tudi avstrijska cenzura. Nenazadnje je bila nad kavatino Casta diva iz prvega dejanja, danes je to najbolj znan odlomek iz opere, vznemirjena tudi skladateljeva prijateljica sopranistka Giuditta Pasta, prva interpretinja naslovne vloge. Note so se ji zdele najstrahotnejše in najtežje, vzbujale so ji strah.
Kljub vsem zapletom je bila krstna predstava v milanski Scali 26. decembra 1831 in občinstvo je ni sprejelo (zdela se jim je preveč podobna prejšnji mojstrovi operi Mesečnici). V resnici je preveč novotarij poslušalstvo presenetilo in je niso razumeli, pevci pa tudi niso bili pevsko razpoloženi (Pastova je bila v kavatini prenizka za cel ton). Govorilo se je tudi o zarotah in spletkah. Krstu je prisostvoval tudi Gaetano Donizetti, ki je opero pohvalil in dejal, da si bo občinstvo premislilo.
Zgodilo se je, da so opero v tisti sezoni uprizorili kar 40-krat, iz reprize v reprizo z večjim uspehom, končali pa so v ozračju popolnega navdušenja.

## Osebe
- Norma, Orovesova hči - sopran
- Adalgisa, mlada svečenica v Irminsulovem templju - sopran
- Pollion, rimski prokonzul v Galiji - tenor
- Orovist, vodja Galcev - bas
- Klotilda, Normina prijateljica - sopran
- Flavij, centurion - tenor
- Galci, vojaki, svečeniki, svečenice

## Vsebina
Godi se 100 let po Kristusovem rojstvu v Galiji.

### Prva slika
Sveti gaj Druidov.
Podjarmljeno ljudstvo pričakuje Normo ter jo sprašuje, kdaj bo konec tiranstva in če se sme dvigniti proti strahovladi krivičnih
Rimljanov. Norma jih brzda, priporoča naj še počakajo, ker še ni čas zato. Ljudstvo odide, a za njim tudi Norma s svečenicami.
Pollion, rimski podkonzul in t. i. vladar Galije, se je med tem izneveril Normi ter snubi svečenico Adalgiso. Vabi jo, naj gre z njim
v Rim, kamor je pozvan od svoje vlade. Adalgisa se bogu Irmin kot tudi svojemu ljudstvu noče izneveriti ter odbija ponudbo prokonzula. Toda obljublja mu nov sestanek.

### Druga slika
Noč. Normino bivališče. 
Norma pričakuje Polliona; je v velikih skrbeh, ker jo muči slutnja, da jo Follion več ne ljubi. V razdvojenosti prosi svojo spremljevalko, naj odpelje otroka proč. Ko zasliši korake, vsa srečna misli, da je prišel njen mož. Namesto težko pričakovanega moža se pojavi Adalgisa, kateri Pollionov predlog ne da miru. Želi se razbremeniti ter pove Normi, da je vabljena od nekega Rimljana, naj gre z njim. Na vprašanje, kdo je ta Rimljan, pokaže Adalgisa na ravno prihajajočega Polliona, ki je sledil Adalgisi.
Norma spozna, da ji je Pollion postal nezvest, Adalgisa pa nehote izve, da je Pollion Normin mož. Norma v ljubosumnosti zasovraži oba, toda ko ji Adalgisa ponovno izjavi, da bo ostala verna bogu Irmin, da ostane v svetišču, se Norma potolaži in Adalgise ne sovraži več.

### Tretja slika
V hudih duševnih bojih se bliža Norma ponoči z bodalom ležišču svojih dveh dremajočih otročičkov. Sklenila je, da bo priči svojega tajnega, grešnega nagnjenja umorila. Ob pogledu na nedolžna otroka zmaga v njej materinska ljubezen ter se odloči, da izroči otroka Adalgisi, ki jih naj vzame v Rim k Pollionu, sama pa, da stori konec težkih razočaranj. Nato naroči Klotildi, naj takoj poišče
in privede k njej Adalgiso. 
Adalgisa ostane pri svojem sklepu, da ne odide s Pollionom ter priporoča Normi naj ona — mati — potuje v Rim. Ta izjava pomiri Normo in zopet prične upati, da se morda vendar vrne k njej Pollion, ki je njen mož in oče njenih otrok.

### Četrta slika
Gozd. Tempelj boga Irmin. 
Veliki duhoven Orovist s podrejenimi svečeniki in somišljeniki pričakuje Normine odločitve, da lahko prično boj proti Rimljanom.

### Peta slika
Svetišče boga Irminsula.
Medtem, ko živi Norma v upanju, da se vrne njen mož, ji javi Klotilda, da je Pollion nasilno vdrl v tempelj v nameri, da
se polasti Adalgise, ki jo hoče odvesti v Rim. V bolesti ljubosumnosti se hoče Norma osvetiti. Pokliče velikega duhovna ter napove
vojno proti Rimljanom. Na vprašanje Orovista, če ima za ta namen žrtev, da jo pokloni boginji Irmin, odgovori, da jo bo našla. Mislila
je pri tem na Adalgiso. Stražniki templja pripeljejo ujetega nasilneža Polliona, ki bo moral, po njihovih običajih kot ujet tujec v templju umreti. V veliki ljubezenski borbi prizna Norma navzočim svečenikom svoj greh, ki ga je storila pred bogom Irmin. Prizna, da ji
je Pollion soprog, oče dveh otrok. Izjavi, da se hoče v korist moža in otrok žrtvovati. Normo odvedejo na grmado. Pollion, videč to žrtev, ki se je rodila iz iskrene ljubezni, odide skupaj z Normo v smrt.

## Glasbeni primer
Kavatina Norme »Casta diva« v interpretaciji Marie Callas 